# International High IQ Society
L’International High IQ Society  è un'associazione internazionale di cui possono essere membri le persone che abbiano raggiunto o superato il 95º percentile del QI (quoziente d'intelligenza). L'iscrizione, infatti, è aperta a coloro che possiedono un QI nella top 5% della popolazione; per essere ammessi bisogna ottenere un punteggio minimo di 124 (SD 15) in un culture fair intelligence test.
È la seconda più grande "società ad alto QI" nel mondo, dopo il Mensa International. Il numero di soci, aggiornato a giugno 2025, è 3727.
La società «rappresenta un movimento contemporaneo per stimolare discussioni su una varietà di argomenti intellettuali e fornisce ai propri membri una piattaforma per presentare idee, discuterle in un ambiente amichevole e condividere conoscenze professionali».